# ブルー・ウォーターズ (バルバドス)
ブルー・ウォーターズ（Blue_Waters,_Barbados）は、バルバドスのクライスト・チャーチ教区に位置する人口密集市街地である。ブルー・ウォーターズはバルバドスの南部海岸に位置する沿岸の地域である。
ロックリー・ビーチはブルー・ウォーターズに位置するビーチである。

## 商業
ブルー・ウォーターズにはロックリー・ビーチ・ホテルやブルー・ウォーター・ビーチ・ホテルのようなゲストハウスやインがある。